# Cheryl Lavoie
Pour les articles homonymes, voir Lavoie.
Cheryl Lavoie est une femme politique canadienne, anciennement députée libérale de Nepisiguit à l'Assemblée législative du Nouveau-Brunswick.

## Biographie
La mère de Cheryl Lavoie est acadienne et son père est italo-canadien. Elle a trois frères et deux sœurs. Elle est diplômée de l'école secondaire de Bathurst.
Cheryl Lavoie est membre de l'Association libérale du Nouveau-Brunswick. Elle est élue à la 56e législature pour représenter la circonscription de Nepisiguit à l'Assemblée législative du Nouveau-Brunswick le 18 septembre 2006, lors de la 56e élection générale. Elle est vice-présidente du Comité permanent des corporations de la Couronne, du Comité permanent des hauts fonctionnaires de l’Assemblée et du Comité permanent des projets de loi d’intérêt privé, en plus de siéger au Comité permanent des prévisions budgétaires, au Comité permanent de modification des lois et au Comité permanent de la procédure. Elle est aussi présidente du caucus du gouvernement.
Elle est candidate à sa succession lors de la 57e élection générale, qui se tient le 27 septembre 2010, mais n'est pas réélue.
Son époux se nomme Marcel et le couple a une fille, Robyn.